# Jérémy Mellot
Jérémy Mellot, né le 28 mars 1994 à Montluçon en France, est un footballeur français qui joue au poste de latéral droit. Il remporte le Championnat de France de National en 2019 avec Rodez.

## Biographie

### Formation
Après avoir joué pour plusieurs clubs de sa ville natale de Montluçon (à l'Étoile des Sports Montluçonnais Football, aux Ilets Étoile Football Montluçon puis après la fusion au Montluçon Football), Jérémy Mellot part à Clermont-Ferrand et porte les couleurs du Clermont Foot 63 en U19 puis en CFA2 avec les seniors. Sans proposition intéressante, il signe en janvier 2015 à l'AS Saint-Étienne son premier contrat professionnel à l'âge de 20 ans, pour un an et demi, et y évolue avec l'équipe réserve en CFA. Il est décrit lors de son arrivée comme un « talentueux milieu défensif ».

### Rodez AF
Mellot se retrouve cependant au chômage à l'été 2016 après une expérience qui « ne s'est pas très bien passée » à Saint-Étienne et est cité parmi de nombreux échecs de la post-formation stéphanoise. Il s'engage finalement avec le Rodez Aveyron Football, tout juste relégué administrativement en CFA, après un été passé à travailler avec l'UNFP FC.
Durant la saison saison 2018-2019 de National, Rodez est sacré champion en établissant le record de points inscrits au classement (76), le plus grand écart avec son dauphin (14), le plus grand nombre de victoires (23) et la deuxième meilleure attaque (54 buts marqués) sur une saison. Mellot est élu dans l'équipe-type de la saison comme latéral droit.

### EA Guingamp
En juin 2019, alors qu'il aurait pu découvrir la Ligue 2 avec Rodez, Jérémy Mellot signe avec l'En avant Guingamp, arguant que « Guingamp ça ne se refuse pas ». Il s'impose très vite comme titulaire au poste de latéral droit, inscrivant même un but dès son premier match de Ligue 2, contre Grenoble.

## Statistiques
| Saison                | Club                  | Championnat           | Championnat | Championnat | Coupe(s) nationale(s) | Coupe(s) nationale(s) | Total | Total |
| Saison                | Club                  | Division              | M.          | B.          | M.                    | B.                    | M.    | B.    |
| 2012-2013             | Clermont Foot 63 rés. | CFA2                  | 2           | 1           | -                     | -                     | 2     | 1     |
| 2013-2014             | Clermont Foot 63 rés. | CFA2                  | 1           | 0           | -                     | -                     | 1     | 0     |
| 2014-2015             | Clermont Foot 63 rés. | CFA2                  | 9           | 0           | -                     | -                     | 9     | 0     |
| 2014-2015             | AS Saint-Étienne rés. | CFA                   | 16          | 1           | -                     | -                     | 16    | 1     |
| 2015-2016             | AS Saint-Étienne rés. | CFA                   | 19          | 1           | -                     | -                     | 19    | 1     |
| 2016-2017             | Rodez AF              | National              | 21          | 1           | 4                     | 0                     | 25    | 1     |
| 2017-2018             | Rodez AF              | National              | 29          | 2           | 4                     | 0                     | 33    | 2     |
| 2018-2019             | Rodez AF              | National              | 29          | 1           | 3                     | 0                     | 32    | 1     |
| 2019-2020             | EA Guingamp           | Ligue 2               | 26          | 1           | 2                     | 0                     | 28    | 1     |
| 2020-2021             | EA Guingamp           | Ligue 2               | 12          | 0           | 0                     | 0                     | 12    | 0     |
| Total sur la carrière | Total sur la carrière | Total sur la carrière | 162         | 7           | 13                    | 0                     | 175   | 7     |

## Palmarès
Rodez AF
- Championnat de France de National (1) :
  - Champion : 2018-19.